# Велейская волость (Опочецкий уезд)
Велейская волость — административно-территориальная единица в составе Опочецкого уезда Псковской губернии, в том числе в РСФСР в 1924 — 1927 годах. Центром было село Велье.
В рамках укрупнения дореволюционных волостей губернии, новая Велейская волость была образована в соответствии с декретом ВЦИК от 10 апреля 1924 года из упразднённых (дореволюционной) Велейской, Печано-Горайской и части Матюшкинской волостей и разделена на сельсоветы: Велейский, Великосельский, Горайский, Исский, Печанский. В конце 1925 года был образован Новгородкинский сельсовет, в январе 1927 года — Ильинский и Меленский сельсоветы.
В рамках ликвидации прежней системы административно-территориального деления РСФСР (волостей, уездов и губерний), Велейская волость была упразднена в соответствии с Постановлением Президиума ВЦИК от 1 августа 1927 года, а Велейский, Велико-сельский, Новгородкинский, Печанский сельсоветы были переданы в состав новообразованного Пушкинского района Псковского округа Ленинградской области, Исский сельсовет — в состав Опочецкого района того же округа и области; а Ильинский сельсовет — в состав Красногородского района того же округа и области; Горайский и Меленский сельсоветы — в состав Островского района того же округа и области.